# K2 - L'ultima sfida
K2 - L'ultima sfida (K2) è un film del 1991 diretto da Franc Roddam.

## Trama
Taylor Brooks e Harold Jameson sono impiegati nei giorni feriali e abili alpinisti nei fine settimana. Sebbene condividano l'amore per la scalata delle montagne, i due amici sono opposti nella loro vita personale. Taylor è un avvocato e donnaiolo in cerca di emozioni forti, mentre Harold è uno scienziato equilibrato e sposato.
Durante una scalata, la coppia incontra il miliardario Phillip Claiborne, accompagnato da una squadra di altri alpinisti. Taylor riconosce Dallas dalla facoltà di giurisprudenza e la squadra si lascia scappare che stanno testando l'attrezzatura per una spedizione sull'Himalaya. Quella notte, due membri della squadra di Claiborne ignorano gli avvertimenti di Harold di una valanga imminente e muoiono quando la neve cade giù dalla montagna. Claiborne e gli altri sopravvissuti vengono salvati, grazie alla rapida azione di Taylor e Harold. Durante la sepoltura, Taylor implora Claiborne di portare lui e Harold nella sua spedizione al K2, la seconda vetta più alta del mondo. Alla fine Claiborne permette al duo di riempire il vuoto nella sua squadra.
L'intera squadra si dirige al Karakoram, in Pakistan, e inizia la scalata con successo, anche se Taylor si scontra con Dallas, mentre Harold si sente in colpa per aver lasciato sua moglie per questa avventura. Mentre la salita continua, i portatori Balti della squadra scioperano (rispecchiando le esperienze nel mondo reale di diverse spedizioni negli anni '70) e il mal di montagna rende inabile Claiborne. Una squadra di quattro uomini (Taylor, Harold, Dallas e lo scalatore giapponese Takane) continua verso la vetta con l'attrezzatura minima. Vengono fermati quando Claiborne autorizza (parlando via radio) solo due uomini a raggiungere la vetta, mentre due attendono in riserva al campo alto. Dallas sceglie Takane come suo compagno di arrampicata, nonostante le discussioni di Taylor. Più tardi, Takane ritorna al campo alto gravemente ferito e in grave ipotermia, e muore poco dopo.
Taylor e Harold salgono, "alla ricerca di Dallas". Dopo un viaggio estenuante, la coppia festeggia in "cima al mondo". La loro gioia, tuttavia, è di breve durata, poiché Harold scivola durante la discesa, si rompe gravemente una gamba e perde la corda da arrampicata. Il dolore è insopportabile e non può essere spostato. Nonostante le obiezioni di Taylor, Harold manda Taylor a salvarsi, e Taylor inizia una discesa in solitaria.
Per fortuna, Taylor scopre il corpo congelato di Dallas e recupera la sua corda da arrampicata, l'epinefrina (adrenalina) e una piccozza. Taylor inietta ad Harold un autoiniettore di epinefrina e poi inizia a calare il suo amico verso il campo base, poche decine di piedi alla volta. Scendono, finché Taylor non crolla su un crinale. Prima che faccia buio, appare un elicottero pakistano. Gli alpinisti si salvano e gioiscono.